# Кандеаско (Империја)
Кандеаско је насеље у Италији у округу Империја, региону Лигурија.
Према процени из 2011. у насељу је живело 83 становника. Насеље се налази на надморској висини од 279 м.